# All or Nothing (Pennywise)
All or Nothing è il decimo album studio del gruppo skate punk statunitense Pennywise. È il primo album della band cantato da Zoli Téglás che va a sostituire il cofondatore del gruppo Jim Lindberg. È stata pubblicata anche una versione deluxe che contiene due tracce bonus, We Are The Fallen e Locked In.

## Tracce
1. All or Nothing - 2:29
2. Waste Another Day - 2:22
3. Revolution - 3:25
4. Stand Strong - 3:10
5. Let Us Hear Your Voice - 3:43
6. Seeing Red - 2:54
7. Songs of Sorrow - 3:35
8. X Generation - 3:15
9. We Have It All - 2:59
10. Tomorrow - 3:17
11. All Along - 3:09
12. United - 2:49
13. We Are The Fallen - 3:16 (edizione deluxe)
14. Locked In - 2:23 (edizione deluxe)

## Singoli
- All or Nothing, pubblicato il 7 marzo 2012[2].

## Formazione
- Zoli Téglás - voce
- Fletcher Dragge - chitarra e voce d'accompagnamento
- Randy Bradbury - basso e voce d'accompagnamento
- Byron McMackin - batteria